# 泽诺·德巴斯特
泽诺·科恩·德巴斯特（荷蘭語：Zeno Koen Debast，2003年10月24日—），比利时职业足球运动员，司职後衛，效力于葡萄牙足球超级联赛俱乐部士砵亭和比利時國家足球隊。